# Heinrich Braun (Mediziner, 1847)
Christian Heinrich Braun (* 18. Februar 1847 in Beerfelden, Odenwald; † 10. Mai 1911 in Göttingen) war ein deutscher Chirurg und Hochschullehrer.

## Werdegang
Braun gilt als einer der herausragenden Chirurgen des 19. Jahrhunderts. Er entwickelte chirurgische Verfahren, die teilweise noch heute Anwendung finden.
Er studierte an der Universität Gießen und der Friedrich-Wilhelms-Universität Berlin. 1869–1870 hatte er eine Stelle als Konservator am pathologisch-anatomischen Institut der Universität Gießen; im Deutsch-Französischen Krieg 1870/71 war er als Unterarzt eingesetzt. Im Oktober 1871 wurde er Prosektor am Anatomischen Institut der Charité. 1872 erfolgten die Promotion zum Dr. med. sowie die Approbation in Gießen. Nach einer Assistentenstelle am Physiologischen Institut der Universität Gießen habilitierte er sich dort im Jahre 1873 im Fachbereich Anatomie. Eine Habilitation für Chirurgie folgte im Jahr 1875 an der Ruprecht-Karls-Universität Heidelberg bei Gustav Simon am Lehrstuhl für Chirurgie.
Die entsprechende Habilitation erfolgte bei Vincenz Czerny ebenfalls in Heidelberg, wo er dann zum a. o. Professor ernannt wurde. Nach einer vorübergehenden Anstellung als Oberarzt der Chirurgischen Universitätsklinik Heidelberg folgten weitere Stationen, so 1884 als dirigierender Arzt der Chirurgischen Abteilung des städtischen Krankenhauses in Mannheim, im Oktober desselben Jahres als ordentlicher Professor der Chirurgie und Direktor der Chirurgischen Klinik in Jena, 1888 als ordentlicher Professor der Chirurgie an der Universität Marburg. Im Jahr 1888 wurde er zum Mitglied der Gelehrtenakademie Leopoldina gewählt.
Seit 1890 Lehrstuhlinhaber an der Albertus-Universität Königsberg, entwickelte er die Braun'sche Anastomose, einen noch heute gängigen operativen Dünndarmkurzschluss bei der Magenteilresektion. So anastomosierte er, eine 1887 von Rudolf Ulrich Krönlein durchgeführte Methode weiterentwickelnd, am 7. Februar 1894 die retrokolisch hochgezogene Jejunumschlinge mit der Magenhinterwand und war damit einer der Wegbereiter der von César Roux 1893 erstmals durchgeführten Magenresektion mit Y-förmiger Gastroenterostomie. Im Jahr 1893 beschrieb er als erster die Behandlung eines durchgebrochenen Magengeschwürs durch Übernähen mit dem Omentum majus.  1891 erfolgte die Ernennung zum Medizinalrat, 1894 die zum Geheimen Medizinalrat.
1895 wechselte er als ordentlicher Professor der Chirurgie und Direktor der Chirurgischen Klinik und Poliklinik nach Göttingen als letzter Station seines Schaffens. 1904 wurde er zum Vorsitzenden der Deutschen Gesellschaft für Chirurgie gewählt.
Seine Geburtsstadt Beerfelden benannte nach ihm die Professor-Braun-Straße.

## Schriften (Auswahl)
- Ueber den Modus der Magensaftsecretion. Medizinische Dissertation an der Universität Gießen. Wilhelm Keller, Gießen 1873.
- Ueber totale doppelte Oberkieferresectionen. In: Archiv für klinische Chirurgie. Band 19, 1876.
- Die Bedeutung der fehlenden Hirnbewegung bei blossliegender Duro. In: Archiv für klinische Chirurgie. Band 21, 1877.
- Die Echinococcuscysten der Nieren und des perirenalen Bindgewebes. Hrsg. von G. Simon. 1877.
- Beiträge zur Chirurgie des Schlundrohrs, Beiträge zur Kenntnis der Struma maligna, Die Unterbindung der Schenkelvene am Poubart‘schen Bande, Ueber den zeitlichen Verschluss von Venenwunden-, In: Czerny‘s Beiträge zur operativen Chirurgie. Band 28, 1882.
- Über Gastro-Enterostomie und gleichzeitig ausgeführte Entero-Anastomose. In: Verhandlungen der Deutschen Gesellschaft für Chirurgie. 1892, S. 515 ff.
- Über die Entero-Anastomose als Ersatz der zirkulären Darmnaht. In: Archiv für klinische Chirurgie. Band 45, 1893, S. 350 ff.
- Demonstration eines Präparats einer 11 Monate nach der Ausführung der Gastro-Enterostomie entstandenen Perforation des Jejunum. In: Archiv für Klinische Chirurgie. Band 59, 1899, S. 157 ff.
- Die Krankheiten des Blutes, der blutbildenden Organe und der Verdauungsorgane. Enke, Stuttgart 1900.
- Ueber einige neue örtliche Anaesthetica (Stovain, Alypin, Novocain). In: Deutsche Medizinische Wochenschrift. 31/42, 1905, Georg Thieme, Leipzig 1905, S. 1665–1704.